# Le jene del quarto potere
Le jene del quarto potere (Deux hommes dans Manhattan) è un film del 1959 diretto da Jean-Pierre Melville.
Secondo noir dell'autore, dopo il successo di Bob il giocatore (Bob le flambeur) (1956), il film, molto sottovalutato dalla critica, è, invece, a detta tra gli altri di Claudio G. Fava e Mauro Gervasini, un più che apprezzabile esperimento di traduzione psicologica in francese del noir americano.

## Trama
Alla ricerca del rappresentante francese alle Nazioni Unite, misteriosamente scomparso, il giornalista Moreau di France Presse e il cinico fotoreporter Delmas perlustrano una New York notturna, addentrandosi in fumosi night, locali jazz e case di prostitute per clienti d'alto bordo. Attenendosi alla regola "cherchez la femme", cercano di risalire al diplomatico, attraverso le sue frequentazioni femminili. Avuta notizia del tentato suicidio di una di queste, l'attrice Judith Nelson, raggiungono in ospedale la moribonda e, interrogandola senza alcun rispetto per le sue gravi condizioni, riescono a sapere che l'ambasciatore è morto nel suo appartamento.
La causa del decesso è stata una banale crisi cardiaca, ma, una volta giunti nell'appartamento dell'attrice, Delmas, per rendere più allettante lo scoop, modifica le scena, fotografando l'uomo sul letto, con la foto della donna a lato. Informato del ritrovamento, il capo dell'agenzia di stampa per cui lavora Moreau, su pressione degli ambienti politici, chiede ai due di non divulgare la notizia. Ma Delmas, spinto dalla possibilità di un lauto guadagno, non accetta e fugge con i rullini delle foto.
Accompagnato dalla figlia dell'ambasciatore, cui erano noti i facili costumi del padre ma che vuole risparmiare alla madre il duro colpo di una loro rivelazione, Moreau lo cerca per tutta la notte tra laboratori fotografici, redazioni ed agenzie. Lo trovano, infine, ubriaco in un night. È troppo tardi per impedire l'uscita della notizia e, furente, Moreau lo abbatte con un pugno in pieno volto. Ancora sanguinante, Delmas, esce nelle prime luci dell'alba newyorchese e giunto ad un tombino vi getta i rullini di cui, invece, non aveva fatto alcun uso.

## Produzione

### Genesi
Le jene del quarto potere sostituisce un progetto cui Melville aveva già cominciato a lavorare, "L'A.F.P. Nous communique", e che aveva abbandonato per motivi di opportunità politica, dopo l'ascesa al potere di Charles De Gaulle. Assistendo, con Pierre Grasset (che nel film interpreterà il ruolo di Delmas), ad una proiezione di Giungla d'asfalto di John Huston, film dal quale il regista era già stato influenzato per Bob le flambeur, ed individuandone una certa contiguità con le scenografie delle riprese già effettuate per L'A.F.P. Melville decise di riprendere in mano il progetto, spostandone l'ambientazione a New York.

### Location e fotografia
È l'unico film girato negli States da questo "americano a Parigi", "...ambasciatore...consapevole del cinema americano nel suo paese". La lavorazione a New York iniziò nel novembre 1958, mentre gli interni furono girati in Francia, negli studio di Billancourt, tra il febbraio e l'aprile 1959.
Lo spostamento all'estero comportò la rinuncia al fedele operatore Henri Decaë, all'epoca molto richiesto dai registi della Nouvelle vague. Fu lo stesso Melville ad effettuare le riprese in esterno, quando la sua presenza, nel ruolo di Moreau, non era richiesta al di là della macchina da presa. In questi casi la fotografia era affidata a Mike Shrayer, mentre per esterni ed interni girati in Francia, operatori furono, rispettivamente, Charles Bitsch e Nicolas Hayer

### Melville attore
È l'unica interpretazione di Melville in un film da lui diretto, anche se non l'unica in assoluto (Fino all'ultimo respiro). Non si trattò di una scelta felice. Lo stesso regista definì l'operazione "...un atto di irrimediabile stupidità; ...all'inizio pensai che si trattasse solo di una particina..., poi, di colpo, mi ritrovai completamente preso in trappola".
La prima proiezione al pubblico ebbe luogo il 16 ottobre 1959, al cinema Marignan di Parigi.

## Accoglienza

### Critica
Il regista indica nell'eccessiva grandezza della sala in cui avvenne la prima una delle cause dell'insuccesso del film. Ma la ragione principale va ricercata nell'impreparazione del gusto del pubblico per un'opera in bilico tra il documentario e la fiction. Il film, la cui esile trama fungeva da pretesto per l'esplorazione "poetica" della New York notturna, non era, nelle parole del regista, "...abbastanza documentaristico per essere un vero documentario interessante e... troppo documentaristico per essere un film di fiction". Non casualmente, furono principalmente gli esponenti dell'emergente Nouvelle vague a sottolinearne i valori formali.

## Curiosità
- Il film è il secondo noir di Jean-Pierre Melville, preceduto da Bob il giocatore (Bob le flambeur) (1956).